# Cimetière national de fort Lyon
Le cimetière national de fort Lyon est un cimetière national des États-Unis situé près de la ville de Las Animas dans le comté de Bent, au Colorado. Il s'étend sur 51,9 acres (21 ha) et en 2014 contenait 2 556 inhumations. Il est administré par le cimetière national de fort Logan dans le comté de Denver, Colorado.

## Histoire
Nommé en l'honneur du premier général de l'Union à mourir lors de la guerre de Sécession, Nathaniel Lyon, le cimetière est créé dans le cadre du fort Lyon une première fois en 1887. Le fort est abandonné en 1897 et les corps enterrés dans le cimetière sont transférés dans le cimetière national de fort McPherson, dans le Nebraska. En 1906, les bâtiments du fort sont convertis en un sanatorium pour soigner des soldats et des prisonniers de guerre de la tuberculose, et les enterrements reprennent en 1907. 
Le cimetière est transféré au système des cimetières nationaux en 1973 géré par le département des États-Unis des affaires des anciens combattants. Il est inscrit sur le Registre national des lieux historiques en 2017.